# Département d'État des États-Unis
Pour les articles homonymes, voir Ministère des Affaires étrangères.
Le département d'État des États-Unis (en anglais : United States Department of State ou United States State Department, souvent abrégé en Department of State ou DoS, ou encore State Department), est le département exécutif fédéral des États-Unis chargé des relations internationales. Il est donc l'équivalent du ministère des Affaires étrangères des autres pays.
Le ministère est dirigé par le secrétaire d'État des États-Unis Marco Rubio depuis le 20 janvier 2025, secondé par le secrétaire d'État adjoint. Les différents secrétaires d'État assistants sont également des postes pourvus par le président des États-Unis avec l'aval du Sénat.

## Siège
Le siège du département se trouve dans le Harry S. Truman Building, situé non loin de la Maison-Blanche, dans le quartier de Foggy Bottom, à Washington, D.C.. Il s'agit du troisième plus grand bâtiment fédéral, après le Pentagone et le Ronald Reagan Building.
Construit entre 1939 et 1941 selon les plans de Louis A. Simon, William Dewey Foster et Gilbert Stanley Underwood pour accueillir le département de la Guerre — actuel département de la Défense —, ce dernier ne s'y installe finalement pas, étant donné que ses services sont devenus trop nombreux pour y être logés. Le complexe est dès lors utilisé par le département d'État.
À l'édifice original, nommé « Old State », est adjoint dans les années 1960 un vaste bâtiment, « New State ». En septembre 2000, le complexe est nommé en l'honneur du président Harry S. Truman. L'ensemble des installations comprend 139 000 m2 d'espace utilisable, et accueille plus de 8 000 employés ; un plan de rénovation s'étalant sur douze ans est en cours.

## Histoire
La Constitution des États-Unis donnait au président la responsabilité de conduire les affaires étrangères de la nation, mais le besoin de disposer d'un département de l'exécutif spécialisé dans ce domaine se révéla rapidement. Le département d'État a donc été créé, sous le nom de Department of Foreign Affairs, par une loi du Congrès, le 21 juillet 1789, promulguée le 27. Ce fut le premier département exécutif fédéral à être créé sous la nouvelle Constitution. C'est en septembre 1789 que le département reçut son nom actuel. Le ministère se vit progressivement attribuer d'autres responsabilités, dont la gestion de l'United States Mint qui produit et met en circulation les pièces de monnaie, le rôle de gardien du Grand sceau des États-Unis, et la responsabilité du recensement ; elles furent progressivement confiées à d'autres départements et agences fédérales durant le XIXe siècle.
L'immeuble de la légation des États-Unis à Tanger est le plus ancien bâtiment diplomatique américain à l'étranger. Sulayman du Maroc en fit don aux États-Unis en 1821.
En juillet 2025, 1 300 employés du département d'État se voient licenciés par l'administration Trump.
Le 11 juillet 2025, le Département d'État américain a commencé à licencier 1 350 employés (sans préavis par courriel).
Trump, Président des États-Unis depuis le 20 janvier 2025, souhaite réduire la bureaucratie fédérale et y consacrer moins d'argent public.
L'objectif est de réduire le nombre d'employés basés aux États-Unis de 18 000, départs volontaires compris, à environ 3 000,.
Le diplomate de haut rang Nicholas Burns (2018-2025 ambassadeur des États-Unis en Chine) a critiqué la fermeture des départements précisément en désaccord idéologique avec l'administration Trump: le département des Droits de l'Homme et le département des Droits des femmes.

Les États-Unis s'affaiblissent, tandis que Chine (RPC) renforce sa présence partout, notamment dans le Pacifique, en Afrique et en Amérique latine.

## Champ d'action et responsabilités
Il disposait en 2008 de 260 ambassades, consulats et missions diplomatiques dans 188 pays.

## Organisation interne et budget
En 2008, le personnel du ministère se composait de 28 053 fonctionnaires, dont 11 467 postes diplomatiques, 7 802 employés locaux et 8 784 employés civils. Son budget de fonctionnement se monte pour 2011 à 12,3 milliards de dollars américains. Son service de sécurité diplomatique emploie quant à lui en 2010 près de 39 000 contractuels privés.

### Organigramme des services du département d’État
- Bureau of Administration 
  - Office of Allowances
  - Office of Authentication
  - Office of Logistics Management

Organigramme du département d'État.

  - Office of Small and Disadvantaged Business Utilization
  - Office of Overseas Schools
  - Office of Multi-Media Services
  - Office of Directives Management
  - Office of Commissary and Recreation Affairs
  - Office of the Procurement Executive
- Bureau of Administration
- Bureau of African Affairs
- Bureau of Arms Control
- Bureau of Consular Affairs
- Bureau of Democracy, Human Rights, and Labor
- Bureau of Diplomatic Security
- Bureau of East Asian and Pacific Affairs
- Bureau of Economic and Business Affairs
- Bureau of Educational and Cultural Affairs
- Bureau of European and Eurasian Affairs
- Bureau of Human Resources
- Bureau of Information Resource Management
- Bureau of Intelligence and Research
- Bureau for International Narcotics and Law Enforcement Affairs
- Bureau of International Organization Affairs
- Bureau of Legislative Affairs
- Bureau of Near Eastern Affairs
- Bureau of Nonproliferation
- Bureau of Oceans and International Environmental and Scientific Affairs
- Bureau of Overseas Buildings Operations
- Bureau of Political-Military Affairs
- Bureau of Population, Refugees, and Migration
- Bureau of Public Affairs
- Bureau of Resource Management
- Bureau of South Asian Affairs
- Bureau of Verification and Compliance
- Bureau of Western Hemisphere Affairs
- Counterterrorism Office
- National Foreign Affairs Training Institute
- Office of International Information Programs
- Office of the Legal Adviser
- Office of Management Policy
- Office of Protocol
- Office of the Science and Technology Adviser
- Office to Monitor and Combat Trafficking in Persons
- Office of War Crimes Issues

## Liste des secrétaires d'État
Cordell Hull, secrétaire d'État durant la présidence de Franklin Delano Roosevelt, détient le record de longévité à ce poste, avec plus de 11 ans passés en fonction.